# Neoneura joana
Neoneura joana – gatunek ważki z rodziny łątkowatych (Coenagrionidae). Występuje w północnej części Ameryki Południowej; stwierdzony w Gujanie, Surinamie, Gujanie Francuskiej i północnej Brazylii.
Gatunek ten opisał w 1917 roku Edward Bruce Williamson w oparciu o okazy (10 samców i 2 samice) odłowione w lutym 1912 roku na trzech stanowiskach w Gujanie. Epitet gatunkowy pochodzi od Jane Atkinson – żony dr. D.A. Atkinsona, który towarzyszył autorowi w wielu wyprawach mających na celu pozyskiwanie okazów ważek.